# Rustam Waliullin
Rustam Abdelsamatowicz Waliullin, ros. Рустам Абделсаматович Валиуллин (ur. 24 czerwca 1976 w Uljanowsku) – białoruski biathlonista, dwukrotny medalista mistrzostw świata. Z pochodzenia jest Tatarem.

## Kariera
W Pucharze Świata zadebiutował 9 marca 2000 roku w Lahti, kiedy zajął 61. miejsce w biegu indywidualnym. Pierwsze punkty wywalczył 17 marca 2000 roku w Chanty-Mansyjsku, zajmując 18. miejsce w sprincie. Nigdy nie stanął na podium indywidualnych zawodów tego cyklu, najwyższą lokatę wywalczył 1 marca 2007 roku w Lahti, gdzie był piąty w biegu indywidualnym. Najlepsze wyniki osiągnął w sezonie 2008/2009, kiedy zajął 30. miejsce w klasyfikacji generalnej.
Na mistrzostwach świata w Chanty-Mansyjsku w 2003 roku wspólnie z Władimirem Draczowem, Ołeksijem Ajdarowem i Olegiem Ryżenkowem zdobył brązowy medal w sztafecie. Podczas rozgrywanych pięć lat później mistrzostw świata w Östersund reprezentacja Białorusi w składzie: Ludmiła Kalinczyk, Darja Domraczewa, Rustam Waliullin i Siarhiej Nowikau zdobyła srebrny medal w sztafecie mieszanej. Był też między innymi siódmy w biegu indywidualnym podczas mistrzostw świata w Oberhofie w 2004 roku.
W 2002 roku wystartował na igrzyskach olimpijskich w Salt Lake City, gdzie w swoim jedynym starcie zajął 60. miejsce w biegu indywidualnym. Na rozgrywanych cztery lata później igrzyskach w Turynie uplasował się między innymi na 24. pozycji w sprincie i jedenastej w sztafecie. Brał też udział w igrzyskach olimpijskich w Vancouver w 2010 roku, gdzie indywidualnie plasował się w piątej dziesiątce, a w sztafecie był ponownie jedenasty.

## Osiągnięcia

### Igrzyska olimpijskie
| Rok  | Miejscowość    | Konkurencje | Konkurencje | Konkurencje | Konkurencje | Konkurencje | Konkurencje | Konkurencje |
| Rok  | Miejscowość    | IN          | SP          | PU          | MS          | RL          | MR          | SR          |
| ---- | -------------- | ----------- | ----------- | ----------- | ----------- | ----------- | ----------- | ----------- |
| 2002 | Salt Lake City | 60.         | –           | –           | nd.         | –           | nd.         | –           |
| 2006 | Turyn          | 46.         | 24.         | 26.         | –           | 11.         | nd.         | –           |
| 2010 | Vancouver      | 48.         | 43.         | 42.         | –           | 11.         | nd.         | –           |

### Mistrzostwa świata
| Rok  | Miejscowość     | Konkurencje | Konkurencje | Konkurencje | Konkurencje | Konkurencje | Konkurencje | Konkurencje |
| Rok  | Miejscowość     | IN          | SP          | PU          | MS          | RL          | MR          | SR          |
| ---- | --------------- | ----------- | ----------- | ----------- | ----------- | ----------- | ----------- | ----------- |
| 2001 | Oslo/Lahti      | –           | –           | –           | –           | 4.          | nd.         | –           |
| 2003 | Chanty-Mansyjsk | 50.         | 16.         | 20.         | 24.         | 3.          | nd.         | –           |
| 2004 | Oberhof         | 7.          | 32.         | 23.         | 23.         | 4.          | nd.         | –           |
| 2005 | Hochfilzen      | 18.         | 19.         | 26.         | 29.         | 4.          | nd.         | –           |
| 2005 | Chanty-Mansyjsk | nd.         | nd.         | nd.         | nd.         | nd.         | 12.         | –           |
| 2006 | Pokljuka        | nd.         | nd.         | nd.         | nd.         | nd.         | 14.         | –           |
| 2007 | Anterselva      | 48.         | 40.         | 36.         | –           | 20.         | –           | –           |
| 2008 | Östersund       | 8.          | 45.         | 43.         | 20.         | 8.          | 2.          | –           |
| 2009 | Pjongczang      | 27.         | 52.         | 42.         | –           | 19.         | 9.          | –           |
| 2011 | Chanty-Mansyjsk | 57.         | 69.         | –           | –           | 9.          | nd.         | –           |

### Puchar Świata

#### Miejsca w klasyfikacji generalnej
| Sezon     | Miejsce |
| --------- | ------- |
| 1999/2000 | 57.     |
| 2000/2001 | 79.     |
| 2001/2002 | 85.     |
| 2002/2003 | 37.     |
| 2003/2004 | 34.     |
| 2004/2005 | 46.     |
| 2005/2006 | 32.     |
| 2006/2007 | 44.     |
| 2007/2008 | 51.     |
| 2008/2009 | 30.     |
| 2009/2010 | 56.     |
| 2010/2011 | -       |

#### Miejsca na podium chronologicznie
Waliullin nigdy nie stanął na podium indywidualnych zawodów PŚ.